# Elżbieta Witek

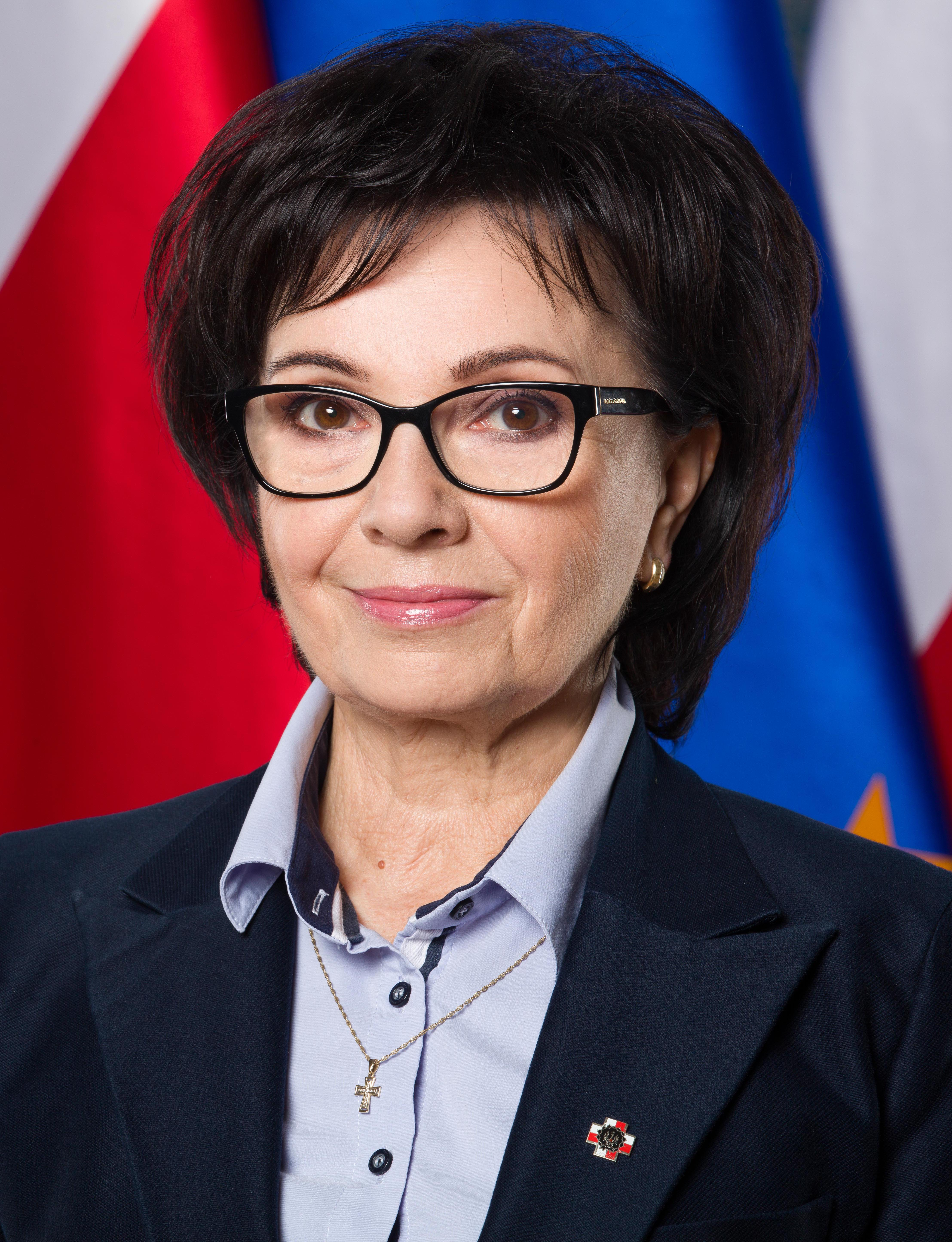
Elżbieta Witek (2019)

Elżbieta Barbara Witek (* 17. Dezember 1957 in Jawor) ist eine polnische Politikerin, Abgeordnete des Sejm in der 5., 6., 7. sowie VIII. Wahlperiode, zwischen 2015 und 2017 Ministerin ohne Geschäftsbereich und von 2015 bis 2016 Pressesprecherin der Prawo i Sprawiedliwość. Im Jahr 2019 war sie kurzzeitig Ministerin für Inneres und Verwaltung und vom August 2019 bis November 2023 Sejmmarschall.

## Leben

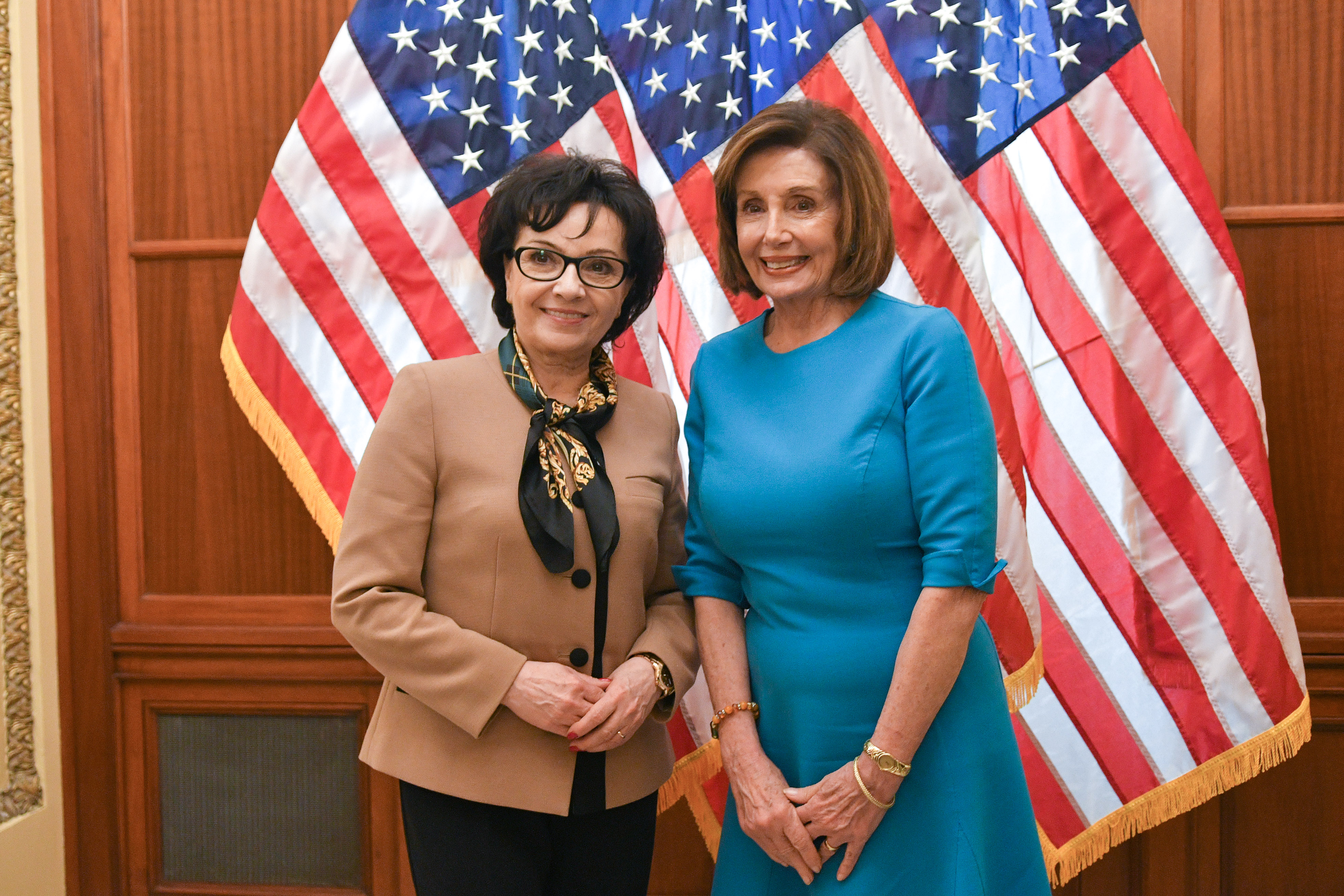
Elżbieta Witek beim Treffen mit Nancy Pelosi (2020)

Im Jahr 1980 beendete Elżbieta Witek ein Studium an der Fakultät für Philosophie und Geschichtswissenschaft der Universität Breslau. Danach arbeitete sie als Lehrerin und Schulleiterin in Jawor. Im gleichen Jahr wurde Witek Mitglied der Solidarność. 1982 wurde sie wegen oppositionellen Wirkens für drei Monate inhaftiert. Zu Beginn der 90er-Jahre gehörte sie der von Solidarność-Aktivisten gegründeten Bewegung ROAD an.
Bei der Parlamentswahl im Jahre 2001 kandidierte Witek ohne Erfolg von der Wahlliste der Prawo i Sprawiedliwość, jedoch gelang ihr der Einzug in den Sejm bei der darauffolgenden Parlamentswahl. Zu den abgehaltenen Wahlen im Jahr 2007 und 2011 konnte sie erneut ein Abgeordnetenmandat erzielen.
Von Juli 2015 bis Dezember 2016 führte sie die Funktion als Pressesprecherin der PiS aus.
Nach der gewonnenen Parlamentswahl ihrer Partei wurde sie am 16. November 2015 zur Ministerin ohne Geschäftsbereich im Kabinett Szydło berufen. Ihre vorzeitige Entlassung erfolgte am 18. Dezember 2017 im Kabinett Morawiecki I.
Im August 2019 wurde sie als Nachfolgerin des zurückgetretenen Marek Kuchciński zur neuen Sejmmarschallin gewählt. Sie behielt dieses Amt ebenso nach den für die PiS erfolgreichen Sejmwahlen 2019. Die PiS als stärkste Fraktion schlug Witek auch nach den Wahlen 2023 wieder für das Amt der Parlamentspräsidentin vor. Sie unterlag jedoch dem Kandidaten der sich abzeichnenden neuen Regierungsfraktionen, Szymon Hołownia, mit 193 zu 265 Stimmen. Anschließend scheiterte auch ihre Kandidatur als Vizesejmmarschallin.